# Belejringen af Vicksburg
Slaget ved Vicksburg, også kaldet Belejringen af Vicksburg var kulminationen på Vicksburg kampagnen i den amerikanske borgerkrig. Med en række dygtige manøvrer lykkedes det Generalmajor Ulysses S. Grant og hans Army of the Tennessee at overskride Mississippi-floden syd for Vicksburg, gentagne gang at slå styrker fra sydstaterne, indtage hovedstaden Jackson i delstaten Mississippi og ødelægge jernbanen og de fabrikker som havde betydning for krigsindsatsen, indeslutte sydstatshæren under Generalløjtnant John C. Pemberton i fæstningen Vicksburg, belejre den og fremtvinge dens overgivelse – alt sammen i løbet af lidt over 2 måneder.
Sejren ved Vicksburg delte Sydstaterne i to dele, og åbnede samtidig Mississippifloden for Nordstaternes skibsfart.

## Den forudgående kampagne
Igennem vinteren 1862-63 havde Unionshæren på alle måder prøvet på at trænge frem til Vicksburg fra nord, men området ved Mississippi- floden var fyldt med sumpe, og selv om hæren til sidst prøvede at grave sig igennem endte alle forsøg forgæves.
Tropperne havde imidlertid arbejdet hårdt hele vinteren, og da foråret kom, var de i fin fysisk form.
Kampagnen ved Vicksburg indledtes med at hæren byggede en 110 km lang Corduroy vej vest om Vicksburg fra ’’Millikens Bend’’ til ’’Hard Times’’.
Om natten den 16. april 1863 var der intet månelys, da 7 kanonbåde og 3 transportskibe fra flåden listede sig ned ad floden langs dens vestlige bred forbi fæstningen Vicksburg, på flodens østlige bred. Den 22. april fulgte yderligere 6 transportskibe, hvoraf de 5 nåede igennem.
Den 28. april nåede det meste af Grants hær frem til Hard Times. Resten af hæren skulle vildlede fjenden, så den var alle andre steder end der hvor hæren overskred Mississippi. Det lykkedes over al forventning. Da Grant overskred floden ved ’’Bruinsburg’’ to dage senere var Sydstatshæren spredt for alle vinde.
Normalt er det afgørende for en hær, at have forbindelseslinierne bagud i orden, men på dette tidspunkt kappede Grant forbindelserne og mens den rykkede mod nordøst, måtte den klare sig med de forsyninger, den havde med sig.
Efter at have fejet en lille fjendtlig styrke til side ved Port Gibson den 1. maj fortsatte hæren sin fremrykning mod Jackson. Den 12. maj kom det til slag ved byen Raymond hvor en sydstatsbrigade, som havde marcheret hårdt og længe, blev slået tilbage med alvorlige tab. Dette blotlagde jernbaneforbindelsen til Vicksburg, som blev afbrudt, hvilket afskar Vicksburg fra forsyninger.
Den 14. maj kom det igen til slag, denne gang ved Jackson. Sydstatshæren traks sig tilbage og evakuerede byen, som derefter blev delvist afbrændt.
Herefter vendte Grant sin hær mod vest, og to dage senere stødte han sammen med styrkerne fra Vicksburg ved Champion Hill. Det blev et blodigt slag. En overgang så det ud til at Grant kunne afskære sydstatshæren fra tilbagetog, men hans korpskommandør John A. McClernand angreb efter Grants mening ikke tilstrækkelig energisk, og sydstatshæren undslap mod vest til ’’Big Black River’’.
Her mødtes hærene igen dagen efter ved broerne over Big Black River. Sydstatshæren blev igen kastet tilbage, men nåede dog at brænde broerne over floden, så den kunne nå i sikkerhed i Vicksburg.
Over halvdelen af Pembertons hær var gået tabt i de to foregående slag, men alle i Vicksburg forventede, at General Joseph E. Johnston, som havde overkommandoen over resten af sydstatshæren i Mississippi, ville undsætte byen. Det skete aldrig. Den 18. maj skrev Johnson til Pemberton om at opgive byen og redde hæren, hvilket Pemberton afslog.
Grant var i hælene på sydstatshæren og Vicksburg blev hurtigt omsluttet. For Grant og hans korpskommandør William Tecumseh Sherman var det særdeles vigtigt at få kontrollen over højdedragene ved ’’Haine’s Bluff’’ lige nord for byen. Det var det område, som de – og Sherman især – forgæves havde forsøgt at nå hele vinteren, og med kontrol over det, kunne Unionens dampskibe sejle ind i Yazoo floden og losse tropper og forsyninger til hæren lige udenfor byen.
På 20 dage, siden overgangen ved Bruinsburg havde Grants hær marcheret 330 km, påført fjenden et tab på 7.200 og selv lidt tab på 4.300, vundet 5 slag og havde ikke mistet hverken en kanon eller en fane. Det er nok nogle af årsagerne til at Grants Vicksburg kampagne siden da har været et lærebogseksempel i krigsførelse.
Inde i Vicksburg kunne Pemberton kun mønstre 18.500 soldater. Grant havde over dobbelt så mange, og med forsyningslinierne genetableret var der mange flere på vej.

## Belejringen
Grant ønskede sig en hurtig afslutning og gik efter en hurtig rekognoscering straks i gang med at forberede et angreb. Det kom dagen efter. Den 19. maj angreb Shermans korps, men blev slået tilbage. Tro mod sin natur planlagde Grant et nyt angreb, men denne gang mere omhyggeligt. Efter et forberedende artilleribombardement angreb hele hæren den 22. maj. Angrebet blev dog igen slået tilbage og kostede Unionen et tab på 4.000 mand.
Herefter indstillede Unionshæren sig på en længerevarende belejring, gravede skyttegrave og gik i gang med at beskyde fæstningen.
I et forsøg på at overskære Grants forsyningslinie angreb Sydstatshæren ved Milliken’s Bend længere oppe ad Mississippi floden, men selv om de fortrinsvis stødte på utrænede sorte tropper med gammeldags våben, lykkedes det alligevel disse med støtte fra kanonbåde at slå angrebet tilbage, om end med store tab. Unionshæren mistede 652 mand mod sydstatshærens 185. Efter dette slag havde forsvarerne i Vicksburg ikke længere noget håb om undsætning.
Igennem hele juni gravede unionshæren sig stadig nærmere på forsvarerne linjer. Det var særdeles farligt at stikke hovedet op over kanten af skyttegraven, for der var mange snigskytter. Soldaterne væddede ligefrem om hvor mange huller der ville komme i en hat, som blev holdt op over kanten i et bestemt tidsrum.
Forsvarerne havde et meget begrænset forråd af fødevarer, som hurtigt blev brugt op. Ved udgangen af juni var halvdelen af dem syge eller endog indlagt. Skørbug, malaria, dysenteri, diarre og andre sygdomme hærgede.
Den stadige beskydning fik byens borgere til at grave underjordiske huler og flytte deres bohave herned, hvor det var nogenlunde i sikkerhed.
Ved vejen mod Jackson var der bygget en stor skanse. Unionstropper gravede ned under denne skanse, og bragte et ton krudt til eksplosion den 25. juni. Det efterfølgende angreb blev imidlertid bremset af forsvarerne.

## Overgivelse
General Jackson mente, at hans styrke var for lille til at angribe Grant's store hær – og selv om den blev stadig større, voksede Grants endnu hurtigere. Da Jackson samtidig manglede forsyninger, skrev han til sine overordnede, at han betragtede det som håbløst at redde Vicksburg. Regeringen i Richmond så anderledes på sagen, og beordrede ham til at angribe. Den 1. juli begyndte hans hær forsigtigt at nærme sig Unionshæren og den 3. juli var han næsten klar til at angribe, men den 4. juli forblev Unionens kanoner underligt tavse.
Den 3. juli sendte Pemberton en note til Grant, som – ligesom ved Fort Donelson – i første omgang krævede betingelsesløs kapitulation. Grant overvejede imidlertid sagen endnu en gang, og da han ikke ønskede at skulle føde på 30.000 fanger, tilbød han Pemberton amnesti for alle, idet han regnede med at de var så afkræftede, at de aldrig ville komme til at slås igen.
Overgivelsen blev endeligt aftalt mellem de to ved et gammelt egetræ og skete formelt den 4. juli 1863. Den sidste sydstatsstilling ved Mississippi-floden, ved Port Hudson, faldt den 8. juli, og hermed var Mississippi-floden sikkert i Unionens hænder og Sydstaterne delt i to.
Overgivelsen ved Vicksburg skete dagen efter afslutningen af det store slag ved Gettysburg, og disse to begivenheder betragtes normalt som vendepunktet i den amerikanske borgerkrig.

## Efter slaget
Overgivelsen skete på USA’s uafhængighedsdag den 4. juli men helt frem til 1944 blev denne dag ikke festligholdt i Vicksburg.
Fæstningsværkerne og de mange mindesmærker rundt om Vicksburg vedligeholdes i dag af National Park Service som Vicksburg National Military Park. Man kan (naturligvis) køre hele turen i bil, og den er omkring 40 km lang.